# 10804 Amenouzume
10804 Amenouzume eller 1992 WN3 är en asteroid i huvudbältet som upptäcktes den 23 november 1992 av den japanska astronomen Takeshi Urata vid Nihondaira-observatoriet. Den är uppkallad efter Amenouzume i den japanska mytologin.
Asteroiden har en diameter på ungefär 9 kilometer.